# Петько Світлана Петрівна
Світлана Петрівна Петько (рос. Светлана Петровна Петько; нар. 6 червня 1970) — радянська та російська футболістка та тренерка, виступала на позиції воротарки. Майстер спорту Росії. Рекордсменка збірної Росії за кількістю проведених матчів.

## Клубна кар'єра
Футбольну кар'єру розпочала в складі чернігівської «Легенди», у футболці цієї команди виступала в жіночому чемпіонаті СРСР. Після розпаду СРСР виїхала до Росії. Один рік відіграла в «Інтерросі», а в 1993 році перейшла до ЦСК ВПС, в якому виступала протягом 10 років. У 2003 році перейшла до ногінської «Надії», де й завершила футбольну кар'єру.

## Кар'єра в збірній
З 1990 по 1991 рік виступала у збірній СРСР. Після розпаду СРСР виршила виступати за новостворену збірну Росії, кольори якої захищала до 2005 року. Разом з російською збірною брала участь у чемпіонатах світу 1999 та 2003 років, а також на чемпіонаті Європи 2001 року. На чемпіонаті світу 1999 року була основним воротарем збірної, а в 2003 році — дублеркою Алли Волкової. У 1990-2005 роках провела 144 матчі за збірні CCCP та Росії.

## Кар'єра тренерки
По завершенні кар'єри гравчині розпочала тренерську діяльність, допомагала тренувати ШВСМ «Ізмайлово».

## Досягнення

### Командні
- Чемпіонат Росії
  -  Чемпіон (4): 1992, 1994, 1996, 2001
- Кубок Росії
  -  Володар (2): 1992, 1994
- Літня Універсіада
  -  Бронзовий призер (1): 1993[3]

### Індивідуальні
- Увійшла до символічної збірної Росії 25-річчя (2013)[4]